# الروضة (يافع)

تعديل مصدري - تعديل

الروضـة هي إحدى قرى عزلة لبعوس بمديرية يافع التابعة لمحافظة لحج، بلغ تعداد سكانها 310 نسمة حسب تعداد اليمن لعام 2004.